# Lego Ninjago: Maestros del Spinjitzu
LEGO Ninjago: Maestros del Spinjitzu (en inglés: LEGO Ninjago: Masters of Spinjitzu) es una serie de televisión animada de superhéroes de fantasía épica producida por The Lego Group. Se creó para que coincidiera con la línea de juguetes de construcción LEGO Ninjago, basada en los personajes y acontecimientos de la serie. Se centra en el mundo ficticio de Ninjago y cuenta la historia de un grupo de seis ninjas adolescentes y sus batallas contra las fuerzas del mal. La serie fue creada por Michael Hegner y Tommy Andreasen, dos productores de cine daneses. El guion corrió a cargo de Kevin y Dan Hageman hasta la novena temporada; su sucesor como guionista principal fue Bragi Schut. La serie cuenta con un gran elenco de actores de doblaje con papeles recurrentes. El reparto de voces en inglés se grabó en Canadá durante toda la serie. La música fue compuesta por Michael Kramer y Jay Vincent.
La serie estuvo en producción continua durante más de un día y y celebró su décimo aniversario el 14 de enero de 2021. Comenzó con dos episodios piloto en enero de 2011, a los que siguieron dos temporadas de 13 episodios que se emitieron de diciembre de 2011 a noviembre de 2012. Tanto el tema de Lego como la serie tenían una duración prevista de tres años, con la segunda temporada prevista como final original. Sin embargo, el éxito de la serie y de su línea de productos hizo que continuara su producción, con trece temporadas más, un especial, una adaptación cinematográfica y una miniserie de cuatro episodios. Ninjago: Maestros del Spinjitzu fue producida en Copenhague (Dinamarca) por Wil Film ApS durante sus diez primeras temporadas. La producción se trasladó a WildBrain Studios en Canadá para la undécima temporada, y la serie se retituló Ninjago. La serie concluyó el 1 de octubre de 2022, y la segunda parte de la decimoquinta temporada se estrenó en Netflix en Australia y Nueva Zelanda.
En Dinamarca, donde se encuentran las productoras originales de la serie, se estrenó en Cartoon Network. A nivel internacional, se emitió en varios canales de Cartoon Network. En Estados Unidos, se emitió en Cartoon Network hasta 2020, cuando los estrenos se trasladaron a Netflix. En Canadá, la serie se emitió en Teletoon y YTV.
Una secuela titulada Ninjago: El Ascenso de los Dragones (en inglés: Ninjago: Dragons Rising), ambientada en la misma continuidad, se estrenó el 1 de junio de 2023.

## Premisa
La serie se desarrolla en gran parte en el reino ficticio de Ninjago, un lugar inspirado libremente en los mitos y la cultura de Asia Oriental. Aunque cuenta con edificios de diseño histórico y vestimentas tradicionales, Ninjago existe en un entorno moderno centrado en la gran metrópolis de Ninjago City, que cuenta con rascacielos, vehículos actuales y futuristas, electrónica moderna, exo-trajes mecánicos (mechas) y otras tecnologías futuristas. La trama se centra en un grupo de seis ninjas adolescentes que luchan contra las fuerzas del mal, que también se definen como «Maestros Elementales», varios personajes que poseen poderes elementales.
La serie comienza con el equipo ninja formado y entrenado por su antiguo maestro Sensei Wu en el arte marcial ficticio del «Spinjitzu», que es el principal método de lucha representado en la serie. Los episodios piloto presentaron a los cuatro personajes ninja originales llamados Kai, Cole, Jay y Zane y a la hermana de Kai, Nya, mientras que el personaje central, Lloyd Garmadon, se introdujo en la primera temporada, titulada Rise of the Snakes.
La serie incorpora una detallada historia de ficción, que se entreteje en el argumento mediante diálogos con los personajes y retrospectivas. El argumento se centra principalmente en la historia del Primer Maestro Spinjitzu y su creación de la isla de Ninjago:

Mucho antes de que el tiempo tuviera nombre, existía el reino del Oni y del Dragón... El Dragón tenía el poder de crear. El Oni tenía el poder de destruir. Su guerra no tenía fin. Pero llegó un niño, nacido de ambos mundos. El niño comprendió el poder de ambos. Sin uno, no se podía tener el otro. Pero cuando el Oni y el Dragón lucharon sobre qué lado debía elegir el niño, el niño abandonó su mundo para comenzar uno nuevo llamado Ninjago.
Temporada 8, Episodio 3, El Oni y el Dragón

## Reparto y personajes
- Lloyd Montgomery Garmadon (voz de Jillian Michaels en las temporadas 1-7 y de Sam Vincent en las temporadas 8-15[7]) es el Ninja Verde y Maestro Elemental de la Energía, lo que le otorga la capacidad de manipular la energía. Es el actual líder de los ninja, hijo de Garmadon y Misako, sobrino del Maestro Wu y nieto del Primer Maestro Spinjitzu. Suele empuñar una katana o dos katanas. Lloyd debuta en la primera temporada tras los episodios piloto como un niño travieso que quiere ser un malvado señor de la guerra como su padre, lo que da lugar a planes infantiles que son frustrados por los cuatro ninjas originales. Lloyd es reformado por los ninjas y el Maestro Wu, antes de descubrir su destino como el profetizado Ninja Verde. Aunque al principio es travieso e ingenuo, a lo largo de la serie Lloyd se va templando con la experiencia hasta convertirse en un ninja maduro, sabio y hábil. Aunque se le presenta como el miembro más joven del equipo, el personaje de Lloyd se ha desarrollado hasta convertirse en su líder natural.[8]
- Kai (voz de Vincent Tong) es el ninja rojo y Maestro Elemental del Fuego. Al igual que Lloyd, suele empuñar una katana o dos katanas. Su poder elemental le otorga piroquinesis limitada y resistencia al calor. Kai es ferozmente leal a sus amigos y familiares, y a menudo está dispuesto a hacer cualquier cosa para garantizar su seguridad. A menudo actúa movido por la emoción y no por la razón, lo que le hace ser impulsivo, arrogante y temerario. También tiene un gran sentido de la responsabilidad hacia sus amigos. Kai es el hermano mayor de Nya e hijo de Ray y Maya. Su interés amoroso es Skylor Chen.[9]
- Jay Walker (Gordon de nacimiento) (voz de Michael Adamthwaite) es el ninja azul y Maestro Elemental del Rayo. Suele empuñar nunchakus y, más recientemente, una kusarigama. Su poder elemental le permite manipular la electricidad de forma limitada. También es un hábil mecánico y un experto en tecnología. Jay es ingenioso y rápido, y a menudo utiliza la comedia para aliviar situaciones estresantes. Se excita con facilidad y tiende a enloquecer en situaciones de crisis, pero, al igual que los demás ninjas, es muy leal a sus amigos, especialmente a su novia Nya. Es hijo de Cliff Gordon y del anterior Maestro Elemental del Rayo, pero fue adoptado y criado por Ed y Edna Walker.[10]
- Zane (con voz de Brent Miller) es el ninja blanco/titanio y Maestro Elemental del Hielo. Suele blandir shuriken de tres puntas y, más recientemente, un arco y una flecha. Su poder elemental le otorga una criocinesis limitada. Zane es inteligente y calculador, y suele proporcionar información a los ninjas cuando es necesario. Al principio, carece de las habilidades sociales normales, como el sentido del humor, pero más tarde se descubre que Zane es en secreto un androide (o «Nindroid»), algo que desconocen tanto los ninjas como el propio Zane. Aunque sigue siendo lógico y práctico por naturaleza, su hermandad con los otros ninjas le ha permitido desarrollar características más humanas. Es hijo/creación del Dr. Julien.[11]
- Cole (con voz de Kirby Morrow desde los Episodios Piloto de la Temporada 14 y Andrew Francis en la Temporada 15) es el ninja negro, sólido y con los pies en la tierra, y Maestro Elemental de la Tierra. Suele blandir una guadaña y, en las últimas temporadas, un martillo de guerra. Su poder elemental le otorga una manipulación limitada de la Tierra y superfuerza. Descrito como el líder original de los ninjas, es leal a sus amigos y familiares y siente un amor especial por la comida, sobre todo por los pasteles. Es hijo de Lou, miembro de un cuarteto de barberos, y de Lily, la anterior Maestra Elemental de Tierra.[12]
- Nya (con voz de Kelly Metzger) es la ninja azul claro y Maestra Elemental del Agua. Es la Samurai X original. Suele blandir una espada y, más recientemente, un tridente. En las primeras temporadas viste de rojo como Samurai X y más tarde, de rojo oscuro. Desde el estreno de The Lego Ninjago Movie, viste principalmente de gris plomo. Su poder elemental le otorga una hidroquinesis limitada. Aunque no es un miembro original del equipo ninja, Nya se une a él cuando sus habilidades como Maestra Elemental del Agua son necesarias para derrotar a los fantasmas y al Preeminente en la quinta temporada. Dura y decidida, se niega a que nadie le diga lo que tiene que hacer. Aunque a veces puede ser testaruda, Nya se preocupa por sus amigos y su familia, y suele tomar las decisiones más maduras del grupo y servir de apoyo emocional. Como hábil mecánica, a menudo construye vehículos para los demás ninjas. Nya es la hermana pequeña de Kai, hija de Ray y Maya y novia de Jay Walker.[13]
- P.I.X.A.L. (Panel Interactivo eXterno de Asistencia y Labor) (voz de Jennifer Hayward) es una nindroide que debuta como ayudante de su creador/padre Cyrus Borg en la tercera temporada. Se une al equipo ninja por influencia de su compañero nindroide Zane. Es desmontada en la cuarta temporada, pero luego es introducida en el sistema de Zane como inteligencia artificial. En la séptima temporada, se reconstruye a sí misma en secreto y se convierte en la nueva Samurai X. A menudo proporciona apoyo técnico a los ninjas, al tiempo que se convierte en el interés amoroso de Zane.[14]
- El Sensei/Maestro Wu (voz de Paul Dobson, Caleb Skeris de bebé y Madyx Whiteway de niña) es el sabio y antiguo maestro ninja que empuña con frecuencia el bastón de su padre. Es tío de Lloyd, hijo menor del Primer Maestro del Spinjitzu y hermano de Garmadon. Debido a su herencia Oni, Wu ha vivido durante miles de años.[15]
- Lord/Sensei Garmadon (voz de Mark Oliver, Kai Emmett de niño) es el padre de Lloyd, hermano mayor de Wu, marido separado de Misako e hijo mayor del Primer Maestro del Spinjitzu. Garmadon es el principal antagonista de los episodios piloto y de las dos primeras temporadas. En la segunda temporada, es liberado del mal y se convierte en sensei de los ninjas de la tercera. En la cuarta temporada, es sacrificado por el Reino Maldito y resucitado en la octava como un ser puramente maligno. Tras conquistar Ninjago, Lloyd pone fin a su reinado de terror y es encarcelado en la prisión del Criptario. En la Temporada 10, es liberado para ayudar a los ninjas a derrotar al Oni, tras lo cual queda en libertad. En la temporada 15, reaparece para ayudar a los ninjas a luchar contra el Gran Tirano. Debido a su herencia Oni, Garmadon ha vivido durante miles de años.[16]

## Episodios
| Temporada | Temporada | Subtítulo                                   | Episodios | Estreno original         | Estreno original        | Ref.   |
| Temporada | Temporada | Subtítulo                                   | Episodios | Comienzo                 | Final                   | Ref.   |
| --------- | --------- | ------------------------------------------- | --------- | ------------------------ | ----------------------- | ------ |
|           | Piloto    | Maestros del Spinjitzu o La Senda del Ninja | 4         | 14 de enero de 2011      | 14 de enero de 2011     | [ 3 ]  |
|           | 1         | El Ascenso de las Serpientes                | 13        | 2 de diciembre de 2011   | 11 de abril de 2012     | [ 17 ] |
|           | 2         | El Legado del Ninja Verde                   | 13        | 18 de julio de 2012      | 21 de noviembre de 2012 | [ 18 ] |
|           | 3         | Reiniciado                                  | 8         | 29 de enero de 2014      | 26 de noviembre de 2014 | [ 19 ] |
|           | 4         | El Torneo de los Elementos                  | 10        | 23 de febrero de 2015    | 3 de abril de 2015      | [ 20 ] |
|           | 5         | Posesión                                    | 10        | 29 de junio de 2015      | 10 de julio de 2015     | [ 21 ] |
|           | 6         | Skybound                                    | 10        | 24 de marzo de 2016      | 15 de julio de 2016     | [ 22 ] |
|           | 7         | La Manecillas del Tiempo                    | 10        | 15 de mayo de 2017       | 26 de mayo de 2017      | [ 23 ] |
|           | 8         | Los Hijos de Garmadon                       | 10        | 16 de abril de 2018      | 25 de mayo de 2018      | [ 24 ] |
|           | 9         | Cacería                                     | 10        | 11 de agosto de 2018     | 25 de agosto de 2018    | [ 25 ] |
|           | 10        | La Marcha de los Oni                        | 4         | 19 de abril de 2019      | 19 de abril de 2019     | [ 26 ] |
|           | 11        | Secretos del Spinjitzu Prohibido            | 30        | 22 de junio de 2019      | 1 de febrero de 2020    | [ 27 ] |
|           | 12        | Primer Imperio                              | 16        | 19 de julio de 2020      | 30 de agosto de 2020    | [ 28 ] |
|           | 13        | Maestro de la Montaña                       | 16        | 13 de septiembre de 2020 | 25 de octubre de 2020   | [ 29 ] |
|           | Miniserie | La Isla                                     | 4         | 7 de marzo de 2021       | 14 de marzo de 2021     |        |
|           | 14        | Seabound                                    | 16        | 4 de abril de 2021       | 30 de abril de 2021     | [ 30 ] |
|           | 15        | Cristalizado                                | 30        | 20 de mayo de 2022       | 1 de octubre de 2022    | [ 31 ] |

## Producción y desarrollo

### Concepto
En 2009, The Lego Group propuso realizar una propiedad intelectual original sobre ninjas, centrada en cuatro ninjas con poderes elementales. El concepto del tema Lego Ninjago se originó en el tema Lego Ninja, que fue lanzado por The Lego Group en 1998. Este tema fue sustituido por Lego Knights en 2000. En 2011 se lanzó Lego Ninjago, que incluía algunos de los conceptos de la temática Lego Ninja, como dragones y fortalezas, pero también lo combinaba con una ambientación moderna. La serie de televisión Maestros del Spinjitzu fue creada por Michael Hegner y Tommy Andreasen, dos productores de cine daneses.
Durante el desarrollo inicial del concepto, The Lego Group llevó a cabo una investigación etnográfica con niños para determinar sus intereses. Cerim Manovi, director de diseño del tema, recuerda: «Los ninjas cristalizaron porque nos preguntamos: "¿Cuál es el mayor punto de entrada de un héroe?" Les mostramos superhéroes, de todo, pero los ninjas captaron la atención de los niños». The Lego Group llevaba varios años intentando desarrollar una línea de juguetes basada en ninjas, pero nunca se había conseguido desarrollar una gama de productos debido a las limitaciones del concepto. Esto cambió una vez que la idea se convirtió en un tema de fantasía de alto concepto. Los investigadores de The Lego Group empezaron a probar ideas para los enemigos y finalmente se eligió a los esqueletos como principales antagonistas de la historia, tras una investigación realizada con niños de seis años. Se consideró que los esqueletos eran los adversarios perfectos para los ninjas porque tenían un aspecto intrínsecamente malvado y fantástico. Otros conceptos iniciales para los enemigos, como serpientes y robots, fueron rechazados, pero luego se utilizaron en temporadas posteriores de la serie. A los ninjas se les dotó de trajes de distintos colores y poderes elementales únicos para hacerlos más interesantes y darles personalidad propia. La motivación de los personajes ninja se presentó inicialmente como una lucha por conseguir cuatro armas doradas.
El primer dibujo conceptual fue creado por Tommy Andreasen a finales de 2009, que representaba a cinco ninjas elementales con sus tornados elementales e incluía la palabra «Spinjago». Más tarde se convertiría en el arte marcial ficticio de «Spinjitzu», una combinación de las palabras «spin» (girar) y «ninjitsu» (ninjitsu). Andreasen recuerda que un viernes por la tarde le convocaron a una reunión en la que creó el boceto de los personajes. Después se puso en contacto con un artista de Canadá llamado Craig Sellars, que pintó una imagen conceptual interna de los personajes durante el fin de semana y se la devolvió el lunes siguiente. Andreasen recuerda que este fue un «momento clave» que supuso el inicio del concepto y de la serie de televisión. El nombre de la marca Ninjago era una combinación de las palabras «ninja» y «go», que se separaba del final de «Lego». El título de la serie también se utilizó como el principal grito de batalla ninja.

### Escritura
Kevin y Dan Hageman fueron los guionistas de la serie de televisión Ninjago desde la fase inicial de desarrollo hasta la novena temporada. Se involucraron en el proyecto después de que se les invitara a presentar un primer concepto de historia para una película basada en Lego que finalmente se titularía The Lego Movie. Después de presentar con éxito la película a The Lego Group, se pidió a los hermanos Hageman que escribieran la historia de un especial de televisión animado de 44 minutos basado en una propiedad original de Lego sobre ninjas. Inicialmente estaba previsto que fuera un especial de una hora, pero los hermanos Hageman decidieron que querían convertirlo en una saga similar a una superproducción cinematográfica de alto nivel, «como Star Wars con ninjas». Se inspiraron en películas y programas de televisión de la época, incluidas películas producidas por Marvel y Steven Spielberg. Dan Hageman recuerda: «Nos fijamos en Star Wars. Estamos creando una tierra en la que hay magia, armas, vehículos... Queríamos hacer algo que no fuera necesariamente atractivo para los niños, sino para nosotros». Kevin Hageman señaló que en aquella época había mucho entretenimiento desechable para los niños. Explicó: «Queríamos algo que tratara a los niños con inteligencia, también con inteligencia emocional. Entienden el drama. Vamos a darles una historia que va a continuar porque es serializada... pensamos en ella más como una película gigante o una miniserie. Creo que eso le ha dado a Ninjago una profundidad y un corazón que no se ven en otras series».
A los hermanos Hageman se les presentaron los conceptos y personajes básicos del programa, como los ninjas, los dragones y el spinjitzu, pero desarrollaron las motivaciones y personalidades de los personajes. Decidieron que los personajes eran imperfectos y estaban motivados por sus relaciones. También decidieron que Kai tenía que ser el personaje principal de los episodios piloto porque el especial estaba limitado a 44 minutos, así que acordaron centrar la historia en torno a un personaje, en lugar de un gran elenco, y dar a Kai una motivación específica. Por esta razón, los hermanos Hageman idearon el personaje de Nya, la principal protagonista femenina de la historia. Kevin Hageman explicó: «Queríamos que fuera una serie que gustara a chicos y chicas, y yo quería personajes femeninos fuertes y jóvenes, así que creamos a Nya». Tommy Andreasen explicó que el personaje de Nya se empleó como una razón emocional para que Kai se involucrara porque «él no quería ser ninja, pero su hermana fue secuestrada por este malvado Señor del inframundo».
El personaje de Lloyd Garmadon fue concebido por Dan y Kevin Hageman. Andreasen declaró: «A los Hageman se les ocurrió la idea de Lloyd, el hijo de Garmadon. En cuanto introdujeron esa idea, supimos que Lloyd iba a ser el Ninja Verde y que íbamos a construir ese misterio a lo largo de diez episodios».
Los hermanos Hageman abandonaron la serie tras nueve temporadas, cuando Bragi Schut asumió el papel de guionista. Kevin Hageman pidió a Bragi Schut que se involucrara en la serie debido a su experiencia en el mundo del cine. A pesar de no tener ningún conocimiento previo de Ninjago, Schut se familiarizó con la historia y la continuó con el mismo enfoque que los hermanos Hageman, asegurándose de que incluía «una combinación de humor, corazón y aventura».

### Animación y formato
Las diez primeras temporadas fueron producidas en Copenhague (Dinamarca) por el estudio de animación Wil Film ApS. Erik Wilstrup, director general de Wil Film, conoció el proyecto en octubre de 2009, cuando The Lego Group estudiaba la forma de crear entretenimiento de marca mediante la animación. Wilstrup y su equipo propusieron varios estilos de animación antes de acordar que las imágenes generadas por ordenador (CGI) eran la mejor opción. Wilstrup profundizó en la producción de la serie describiendo Wil Film como «una araña en medio de una amplia telaraña y un conductor responsable de todo ello». En concreto, «contamos con un equipo de diseñadores en Berlín, mientras que las grabaciones de voz corren a cargo de BLT, en Canadá. La partitura la produce Jam Hollywood en Los Ángeles, la animación se hace en GDC en China y toda la preproducción, guion gráfico, bloqueo, post-sonido, on-line y etalonaje se hace en nuestro estudio de Copenhague».
La producción se trasladó a los estudios WildBrain de Canadá durante las cinco últimas temporadas. Esto marcó el uso de nuevos estilos de animación, incluida la animación 2D de estilo anime, como una forma de experimentar con la historia y añadir nueva creatividad a la serie. Con el estreno de Secrets of the Forbidden Spinjitzu, la duración del espectáculo pasó de 22 a 11 minutos. Esto preocupó especialmente a los seguidores del programa. Tommy Andreasen comentó el formato de once minutos afirmando que «era una forma de facilitar la programación a las cadenas». También ha destacado la naturaleza positiva de la nueva duración, afirmando: «Una vez que trabajas con once minutos, ya no es sólo la misma idea extendida a lo largo de dos episodios de once minutos. Si hay algo que me gustaría que fuera Ninjago es un patio de recreo creativo en el que nunca sabes exactamente lo que te espera».

### Diseño de personajes
Tras el boceto inicial creado por Tommy Andreasen a finales de 2009, en 2010 se crearon las ilustraciones conceptuales de los principales personajes ninja, con un dibujo del personaje de Lloyd y bocetos para resumir las dos primeras temporadas de Ninjago. Además, Tim Ainley realizó por primera vez bocetos de Nya, que representaba al personaje como un samurái, seguidos de diseños de personajes, modelos y piezas.
En la octava temporada, las apariencias de Lloyd y los ninjas fueron notablemente diferentes a las de temporadas anteriores. Sons of Garmadon implementó una nueva fase para los diseños de los ninjas, que ahora se basaban en los diseños de sus homólogos cinematográficos en The Lego Ninjago Movie. El cambio de diseño pretendía facilitar la transición de los nuevos fanáticos de la película a la serie de televisión. El inicio de la temporada supuso la actualización de las apariencias de cada uno de los personajes principales, incluyendo cambios en sus cabellos y rostros, y estas nuevas apariencias se han seguido utilizando a lo largo de las temporadas posteriores. Aunque Lloyd tiene un aspecto casi idéntico al de la película, se le ha dado un nuevo actor de doblaje, Sam Vincent, que ha sustituido a Jillian Michaels, mientras que los demás ninjas conservan sus actores de doblaje originales. El director de diseño, Michael Svane Knap, explicó que estos cambios se inspiraron en la película en cuanto al nivel de detalle. Algunos de los diseños de los personajes de la película los incorporamos después a la serie de televisión. Eso nació de querer dar más singularidad a los personajes. Algo que añadió mucho carácter a estos ninjas y que no teníamos antes fueron sus peinados, así que conseguimos crear algo completamente único para Ninjago en cuanto al aspecto de los personajes».

### Música
Las secuencias de las temporadas 1-7, 11-13 y 15 incluyen The Weekend Whip, una canción interpretada por The Fold, que es el tema oficial de la serie. The Weekend Whip se remezcló cada temporada para reflejar el tema. Las temporadas 8-10 y The Island-temporada 14 cuentan con música de los compositores Michael Kramer y Jay Vincent, con Ninjago Overture como tema principal.
Jay Vincent y Michael Kramer compusieron la banda sonora de la serie desde el principio. Michael Kramer había creado previamente un tema de artes marciales que Vincent y Kramer decidieron que era perfecto para la serie, y esta pieza musical, Ninjago Overture, fue elegida como tema principal de la serie. Aunque en un principio se les contrató para componer música original para los personajes, decidieron componer la banda sonora de todo el especial piloto. La música desempeña un papel importante en la narración, sobre todo para ayudar a los espectadores a distinguir entre los héroes y los villanos. Kramer explicó que había unas reglas básicas que se establecieron desde el principio de la serie: «Una cosa que intentamos mantener, no siempre pero sí en términos generales, es que los malos suelen tener más instrumentos de arco y los buenos más instrumentos de viento. La idea de la fricción es que haya más instrumentos de arco o de golpe». La música también se utiliza para apuntalar el drama de la serie. Kramer comentó al respecto: «Estos personajes son reales para nosotros. Eso nos permite, como compositores, sumergirnos de verdad en ese drama. Y me refiero a que la cosa se pone muy fea, sobre todo en la décima temporada, con los Oni, se pone muy oscura, muy dramática». La banda sonora incorpora una amplia variedad de instrumentos musicales tradicionales de todo el mundo, que se eligieron cuidadosamente para ilustrar a cada personaje o tierra en la que se ambienta la temporada. Jay Vincent comentó que, «dado que Ninjago está ambientado en este vasto universo, podemos explorar de forma respetuosa pero divertida otras culturas del mundo con las que quizá no estemos familiarizados».
The Fold se involucraron en el espectáculo a través de Jam, una productora musical de Copenhague. Los productores querían incluir conceptos modernos en el programa, por lo que buscaban una canción pop pegadiza. Después de que Michael Kramer se pusiera en contacto con ellos, The Fold propuso The Weekend Whip, pensada para ser escuchada fuera del contexto de la serie y descrita como «el baile que los ninjas hacen el fin de semana cuando están libres». La maqueta se incluyó en la temporada piloto y se grabó en estudio un año después.
En enero de 2021, The Lego Group publicó en YouTube una banda sonora titulada Ninjago: A Musical Journey, que celebra la música de la serie en cuatro partes. El vídeo completo de Ninjago: A Musical Journey (2011-2020) se publicó en el canal de Lego en YouTube el 6 de junio de 2021, con 2,5 horas de música e imágenes.

## Lanzamiento

### Estreno
The Lego Group lanzó Ninjago: Maestros del Spinjitzu en enero de 2011 con el lanzamiento de dos especiales de animación de 22 minutos que se emitieron en Cartoon Network en enero y marzo. Estos pilotos presentaron a los personajes principales y el universo Ninjago a su público objetivo. Tras el éxito de los pilotos, The Lego Group anunció el 23 de marzo de 2011 el estreno de la primera temporada, titulada Rise of the Snakes, que se emitió a finales de 2011 y consta de 13 episodios. La serie siguió siendo escrita por Dan y Kevin Hageman. Jill Wilfert, Vicepresidenta de licencias y entretenimiento de The Lego Group, comentó: «Estamos encantados de trabajar con Wil Film y Kevin y Dan Hageman para añadir otra dimensión de historia y compromiso a nuestra propiedad original más reciente».

### Suspensión y continuación
La serie Ninjago: Maestros del Spinjitzu y la línea de productos que la acompaña se habían planeado originalmente como un proyecto de tres años. La conclusión de la segunda temporada, titulada Legacy of the Green Ninja, enfatizaba el final de la serie en su final de temporada, con el personaje de Lloyd convertido en el «Ninja Dorado» y derrotando al antagonista principal, el Overlord, en una batalla épica de luz y oscuridad. Sin embargo, debido a los increíbles resultados de ventas de la línea de productos Lego Ninjago, la serie continuó. El Director Creativo Senior, Simon Lucas, recordó la decisión de la empresa de ampliar la serie, afirmando: «Tuvimos seis semanas para decir qué haríamos con Ninjago. ¿Cómo la traes de vuelta? Teníamos la batalla final de la historia. Inmediatamente conecté con Kevin y Dan Hageman, y estuvimos de acuerdo en que este mundo que habíamos creado, los personajes y la historia tenían mucho más que dar. De hecho, nos costó filtrar las ideas, porque teníamos muchas». La continuación de la serie permitió a los guionistas abrir sus ideas sobre lo que podría ser el tema. También les empujó a cambiar la serie Ninjago cada año, lo que contribuyó al éxito del programa. Kevin Hageman opinó: «Si hubiéramos seguido con el tema original y hubiéramos tenido aventuras diferentes... Ninjago no seguiría aquí. Creo que realmente está aquí porque las restricciones nos obligaron a nosotros y a Lego a seguir rediseñando y repensando Ninjago, y siguió convirtiéndose en este hermoso gran universo en el que todo es posible».

### Formato doméstico
| Nombre                    | Fecha de lanzamiento de Lego Ninjago: Maestros del Spinjitzu | Fecha de lanzamiento de Lego Ninjago: Maestros del Spinjitzu | Fecha de lanzamiento de Lego Ninjago: Maestros del Spinjitzu | Fecha de lanzamiento de Lego Ninjago: Maestros del Spinjitzu |
| Nombre                    | Estados Unidos                                               | Estados Unidos                                               | Reino Unido                                                  | Reino Unido                                                  |
| ------------------------- | ------------------------------------------------------------ | ------------------------------------------------------------ | ------------------------------------------------------------ | ------------------------------------------------------------ |
| Pilot episodes            | 27 de marzo de 2012                                          | 27 de marzo de 2012                                          | 2 de junio de 2014                                           | 2 de junio de 2014                                           |
| Rise of the Snakes        | 26 de junio de 2012                                          | 23 de junio de 2015                                          | 16 de febrero de 2015                                        | 2 de noviembre de 2015                                       |
| Legacy of the Green Ninja | 5 de marzo de 2013                                           | 23 de junio de 2015                                          | 31 de agosto de 2015                                         | 2 de noviembre de 2015                                       |
| Rebooted                  | 5 de agosto de 2014                                          | 5 de agosto de 2014                                          | 15 de agosto de 2016                                         | 15 de agosto de 2016                                         |
| Tournament of Elements    | 21 de julio de 2015                                          | 21 de julio de 2015                                          | 7 de noviembre de 2016                                       | 7 de noviembre de 2016                                       |
| Possession                | 16 de febrero de 2016                                        | 16 de febrero de 2016                                        | 27 de marzo de 2017                                          | 27 de marzo de 2017                                          |
| Hands of Time             | 3 de octubre de 2017                                         | 3 de octubre de 2017                                         | 2 de octubre de 2017                                         | 2 de octubre de 2017                                         |
| Sons of Garmadon          | 9 de enero de 2019                                           | 9 de enero de 2019                                           | -                                                            | -                                                            |

## Recepción

### Recepción de la crítica
Ninjago ha recibido reseñas muy favorables por parte de la crítica. El crítico Lien Murakami de Common Sense Media, ha calificado la temporada piloto con tres de cinco estrellas, describiéndola como «emocionante y divertida» y señalando que «los personajes ninja aprenden lecciones de paciencia y trabajo en equipo de su sabio sensei». Sin embargo, la crítica también opinaba que la serie «es esencialmente un anuncio ampliado de la línea de juguetes Lego Ninjago». Melissa Camacho de Common Sense Media, otorgó a Tournament of Elements una calificación de tres estrellas y comentó los «mensajes positivos» y las «fortalezas de carácter» de la serie afirmando: «A lo largo de toda la serie se enfatizan las lecciones sobre lealtad, pérdida, sacrificio y trabajo en equipo». Possession también recibió una calificación de tres estrellas de Common Sense Media, y la crítica Melissa Camacho comentó: «la lealtad, el trabajo en equipo y el sacrificio son temas comunes, por lo que esta es una opción sólida para los amantes de la acción. La pérdida de un ser querido también es un tema central en esta entrega de la serie». Dave Trumbore de Collider comentó sobre Skybound, dando a la serie una calificación de cuatro estrellas y afirmando que es «un divertido revolcón a través de la mitología en la era moderna que hace hincapié en el trabajo en equipo, la cooperación y la lealtad en todo momento, al tiempo que proporciona una serie muy entretenida y llena de acción». Skybound también recibió una calificación de tres estrellas de Common Sense Media, que señaló que la temporada «contiene algunos mensajes positivos sobre la amistad, la paciencia, la lealtad y la igualdad de género». Common Sense Media otorgó a Hands of Time una calificación de tres estrellas, y Melissa Camacho comentó que la temporada tenía buenos mensajes, violencia fantástica y «algunos momentos divertidos, especialmente cuando los adolescentes bromean entre ellos. Pero el eje central de la serie es su esfuerzo por ayudar a Ninjago, así como a su maestro, usando sus poderes como es debido». Camacho también calificó a Hunted con tres estrellas y comentó: «son un equipo leal y hacen lo que creen correcto para que el bien triunfe sobre el mal. Si eres fan de Lego Ninjago, Hunted no te decepcionará». Barry Hertz de The Globe and Mail, comentó: «Ninjago es un anuncio de diez temporadas de una de las líneas de juguetes más caras del mundo. Sin embargo, su burda existencia se ve superada de forma constante y milagrosa por la imaginación y el poder creativo de esta serie de larga duración. Ninjago: Maestros del Spinjitzu debería ser terrible, pero en su lugar es una de las series más agradablemente complejas y cargadas de mitología que existen, tanto si eres el niñero como si eres la niñera».

### Audiencia
La serie Ninjago alcanzó un éxito inmediato entre su público objetivo y mantuvo unos índices de audiencia elevados desde su lanzamiento inicial. Los episodios piloto, que se estrenaron en Cartoon Network, fueron el programa de mayor audiencia entre los niños de su franja horaria en múltiples emisiones. La primera temporada de Ninjago: Maestros del Spinjitzu alcanzó la primera posición en la noche de los miércoles de 19 a 21 horas con niños de 2 a 11 años y de 9 a 14 años. El estreno de la segunda temporada fue la emisión más vista del día entre los niños de 2 a 11 años, los niños de 2 a 11 años, los niños de 6 a 11 años y los niños de 9 a 14 años, y la más vista en su franja horaria entre los niños de 6 a 11 años y los niños de 9 a 14 años. También aumentó la audiencia media entre un 124% y un 184% en comparación con el mismo periodo de tiempo del estreno de la primera temporada del año anterior. El número total de espectadores aumentó un 30 %. La tercera temporada promedió un aumento de espectadores de tres dígitos entre los niños y los chicos, y el estreno de enero de 2014 se situó como la emisión más vista del año entre los niños de 2 a 11 años y de 6 a 11 años. En 2015, la cuarta temporada titulada Tournament of Elements mantuvo su popularidad al lograr la primera posición de emisión del día entre los niños de 2 a 11 años y de 6 a 11 años, y la primera posición en su franja horaria entre los niños de 2 a 11 años, los niños de 6 a 11 años y todos los niños. Con el estreno de la quinta temporada: Possession, el programa alcanzó el puesto 22 en el top 100 de los originales de cable de los lunes el 29 de junio de 2015 con 2,05 millones de espectadores. El estreno de la sexta temporada: Skybound alcanzó el puesto 28 en el top 150 de emisiones originales por cable para el 24 de marzo de 2016 con 0,98 millones de espectadores. El estreno de la séptima temporada: The Hands of Time alcanzó el puesto 77 en el top 150 de los originales de cable de los lunes el 15 de mayo de 2017 con 0,73 millones de espectadores. El estreno de la octava temporada: Sons of Garmadon alcanzó el puesto 109 en el top 150 de los originales de cable de los lunes el 16 de abril de 2018 con 0,50 millones de espectadores. El 11 de agosto de 2018, la novena temporada: Hunted Part 1 se situó en el puesto 84 de las 150 mejores emisiones originales por cable, con 0,45 millones de espectadores. La novena temporada: Hunted Part 2 alcanzó el puesto 67 el 18 de agosto de 2018 con 0,50 millones de espectadores. El 19 de abril de 2019, la decima temporada: March of the Oni se situó en el puesto 86 con 0,44 millones de espectadores. Ninjago:Secrets of the Forbidden Spinjitzu se situó en el puesto 81 el 22 de junio de 2019 con 0,31 millones de espectadores. Prime Empire se situó en el puesto 83 el 19 de julio de 2020 con 0,28 millones de espectadores. El 13 de septiembre de 2020, el estreno de Master of the Mountain alcanzó el puesto 89 entre las 150 mejores emisiones originales por cable, con 0,18 millones de espectadores.

### Premios y nominaciones
La serie Ninjago ha sido nominada y ha ganado varios premios. En 2012, el director Peter Hausner fue nominado en la categoría de «Dirección en una producción televisiva» en los Premios Annie. El programa también fue nominado en el Festival Internacional de Creatividad Cannes Lions de 2012 en la categoría de «Branded Entertainment, Mejor programa de ficción, serie o película». En 2012, los compositores Michael Kramer y Jay Vincent fueron nominados a los BMI Film & TV Music Awards, que ganaron. También fueron ganadores en los BMI Film & TV Music Awards de 2016. En 2015, Michael Kramer y Jay Vincent fueron nominados a los Premios Annie por «Logro sobresaliente en música en una producción animada de televisión/emisión». En 2016, la serie fue nominada a los Kids' Choice Awards en la categoría de «Dibujos animados favoritos». En 2018, recibió una nominación al «Mejor diseño de sonido: Programa de televisión» en los Music + Sound Awards. En 2020, Michael Kramer y Jay Vincent fueron nominados a «Dirección y composición musical sobresaliente» en los premios Daytime Emmy. En 2020, Ninjago recibió dos nominaciones en la categoría de Programa o Serie de Animación de los Premios Leo por Dirección Artística y Sonido. En 2021, la serie recibió cuatro nominaciones en la categoría de Series de Animación de los Premios Leo por Dirección Artística, Dirección, Sonido e Interpretación de Voz, resultando Kenny Ng ganador a la Mejor Dirección Artística por Superstar Rockin' Jay. En 2022, Ninjago recibió cuatro nominaciones en la categoría de serie de animación de los Premios Leo, incluyendo programa, dirección por The Turn of the Tide, dirección artística por Nyad y sonido por Assault on Ninjago City.

## Temática y análisis

### Luz y oscuridad
Uno de los aspectos más dominantes de la serie Ninjago es el tema de la dualidad, o luz y oscuridad (en referencia al yin y el yang). En el reino ficticio de Ninjago, los dos elementos principales son la creación y la destrucción, que son la definición del bien y del mal, y se muestra que crean vida o la destruyen. Los principales personajes que han sido representados ejerciendo este poder son el Maestro Wu, que representa la creación, y Lord Garmadon, que representa la destrucción, siendo los descendientes directos del Primer Maestro Spinjitzu, el legendario creador ficticio de Ninjago. A lo largo de la serie, muchos villanos se han definido por la oscuridad y la destrucción, sobre todo los Oni, mientras que el personaje principal, Lloyd Garmadon, se ha asociado con la luz, sobre todo cuando se demostró que había alcanzado su «Poder Dorado» en la segunda temporada.

### Trabajo en equipo
La importancia del trabajo en equipo también ha sido un aspecto fundamental que recorre la serie. El diseñador jefe Christopher Stamp comentó: «Los personajes tienen defectos e individualmente no están completos, pero como equipo se completan mutuamente. Sigues el desarrollo de los personajes, lo que permite una forma de evolución natural a medida que avanzas en las historias. El ejemplo al que siempre vuelvo es cuando Cole se pregunta si es realmente importante para el equipo, ¿seguiría existiendo el equipo si él no estuviera allí? Eso nos llevó a introducir fantasmas en el mundo de Ninjago, ¿y si él es un fantasma? Entonces nos dimos cuenta de que, cuando se vuelve invisible, el equipo no funciona igual sin él».

### Verdadero potencial
La serie presenta lecciones morales recurrentes bajo la historia que pretenden ser asimiladas por los espectadores. En particular, el personaje principal, el maestro Wu, ha sido representado repetidamente haciendo hincapié en la superación de los obstáculos internos que pueden impedir a una persona alcanzar la grandeza. Este tema también se ilustra con los principales personajes ninja conquistando sus obstáculos personales y alcanzando su «verdadero potencial». Tommy Kalmar, Director de Historia y Entretenimiento, comentó: «Bajo los iconos de dragones y ninjas se esconde esta convincente narrativa completa en torno a los niños que ganan confianza, encuentran su voz interior, aprenden algo nuevo sobre sí mismos, se dan cuenta de algo y, de repente, pueden hacer más».

## Influencia y legado
Desde su lanzamiento en 2011, la serie Ninjago alcanzó una popularidad continuada entre su público objetivo, que son principalmente niños de primaria y adolescentes, pero también se ganó una comunidad de fanáticos entregada. Los guionistas se aseguraron de que los niños se sintieran identificados con los personajes principales convirtiéndolos en héroes adolescentes, lo que los hizo muy populares. En 2017, Christopher Stamp, diseñador sénior de The Lego Group, señaló que Lloyd y el ninja son relacionables con los niños debido a sus defectos inherentes, afirmando: «¿Qué es lo principal que ha captado la atención de los niños? ¿Por qué es tan simpático? He pensado mucho en ello. Para mí, personalmente, tienen que ser los personajes. Ninguno de los personajes es perfecto, todos tienen defectos y creo que eso es algo con lo que todo el mundo puede identificarse».
De 2011 a 2022, la serie Ninjago incluyó argumentos que pretendían enseñar la importancia de la amistad, la inclusión y la confianza. En 2017, el director de diseño de Lego, Michael Svane Knap, comentó: «Siempre es importante desarrollar buenos personajes que enganchen a los niños y les animen a mirar. La historia que hemos contado desde el principio se ha centrado en la familia, la colaboración y las emociones, y estas son la piedra angular para contar una buena historia de Ninjago». La serie Ninjago se produjo ininterrumpidamente durante más de una década, por lo que muchos niños han crecido siguiendo la serie y se han convertido en fans adultos. Knap comentó: «Algunos han crecido con Lego Ninjago y ahora nos expresan su gratitud y nos cuentan cómo han aprendido habilidades para toda la vida». El 5 de febrero de 2019, Ernie Estrella para Syfy Wire comentó que «Ninjago es una de las franquicias de Lego de larga duración y de cosecha propia, y es posiblemente su franquicia más exitosa».

### Décimo aniversario
El 14 de enero de 2021, la serie Ninjago celebró su décimo aniversario. Este hito refleja la continua popularidad de la serie entre su público. Tommy Andreasen director senior y cocreador, ha explicado: «En un principio, el tema de Ninjago iba a terminar tras la segunda temporada, en 2012. El hecho de que sigamos con fuerza 10 años después demuestra el increíble compromiso de nuestros fanáticos». En abril de 2021 se estrenó en YouTube un documental de tres horas producido por cuatro fanáticos de Ninjago, titulado Ninjago - Ten Years of Spinjitzu: A Documentary. En él se narran diez años de la serie y se incluyen entrevistas con Tommy Andreasen, los hermanos Hageman y varios actores de doblaje de la serie. En junio de 2021, The Fold lanzó una canción titulada Ten for Ninjago para celebrar el décimo aniversario de la serie.

### Mercancía
La serie de televisión Ninjago se lanzó coincidiendo con el lanzamiento de su línea de productos, Lego Ninjago en enero de 2011. En su primer año, se lanzaron 17 sets de juguetes de construcción Lego de la línea de productos. A partir de entonces, cada año se lanzaron sets de Ninjago que coincidían con cada temporada de la serie de televisión.

## Adaptación cinematográfica
Lloyd Garmadon y los principales personajes ninja son los protagonistas de The Lego Ninjago Movie, que se estrenó en 2017. Aunque la trama no está directamente relacionada con la serie de televisión Ninjago, Lloyd conserva su papel de Ninja Verde y líder de la fuerza ninja secreta. Warner Bros. anunció el desarrollo de una película de animación basada en la serie de televisión Ninjago el 17 de septiembre de 2013. La película fue dirigida por Charlie Bean, Paul Fisher y Bob Logan y producida por Dan Lin, Roy Lee, Phil Lord y Christopher Miller. Los guionistas originales de la serie de televisión Ninjago, Dan y Kevin Hageman, fueron también guionistas de la película. The Lego Ninjago Movie se estrenó el 16 de septiembre de 2017 y contó en su reparto con Dave Franco como Lloyd, Jackie Chan como el Maestro Wu y Justin Theroux como Lord Garmadon. La trama involucra a los principales personajes ninja luchando contra el principal antagonista de la película, el malvado señor de la guerra Lord Garmadon.

## En otros medios
Además de la serie de televisión Ninjago y The Lego Ninjago Movie, los personajes ninja han aparecido en revistas, videojuegos, libros para colorear, novelas gráficas, libros infantiles y atracciones de parques temáticos.

### Atracciones de parques temáticos
El ninja y el Maestro Wu aparecen en una atracción interactiva del parque temático llamado Lego Ninjago The Ride en Legoland. Lloyd, el ninja y el Maestro Wu aparecen en un corto de animación 4D titulado Lego Ninjago: Master of the 4th Dimension, estrenado en Legoland el 18 de enero de 2018. La película puede ser experimentada por los visitantes en todos los parques temáticos de Legoland excepto Legoland Nueva York. La trama se centra en el Maestro Wu enseñando al ninja una lección sobre el Rollo de la 4ª Dimensión, que afecta a la gravedad y a la materia organizada.

### Publicaciones
Desde principios de 2012, se publica mensualmente en el Reino Unido y los Países Bajos una revista de 36 páginas de Lego Ninjago Magazine. Contiene un cómic, así como diversos datos, rompecabezas, pósteres, concursos y otras actividades. Cada edición incluye también un regalo Lego gratuito que suele ser una minifigura de Lloyd, uno de los ninjas o un villano de la serie. Se han publicado varios libros de acompañamiento de la serie protagonizados por Lloyd y el ninja. Se han publicado un total de 12 novelas gráficas, escritas por Greg Farshtey.

### Videojuegos y aplicaciones
Los ninjas aparecen como personajes jugables en una gran variedad de videojuegos y juegos para móviles, como Lego Battles: Ninjago (2011) para Nintendo DS, Lego Universe (2011), LEGO Ninjago: Nindroides (2015) para PlayStation Vita y Nintendo 3DS, Lego Ninjago: Shadow of Ronin (2015) para PlayStation Vita y Nintendo 3DS, Lego Ninjago: Tournament (2015) para iOS y Android, Lego Dimensions (2015), Lego Worlds (2017), The Lego Ninjago Movie Video Game (2017), Lego Brawls (2019) y Lego Legacy: Héroes Liberados (2020).

### Medios en línea
El 24 de agosto de 2020, The Lego Group lanzó un cortometraje en el canal de YouTube de Lego titulado Lego Ninjago Explained - Everything You Need to Know about Lego Ninjago. La película ofrece un relato humorístico de la serie al estilo de Honest Trailers. El 28 de mayo de 2021, Lego Life lanzó el primer episodio de Ninja Vlogs, una serie de vídeos dirigida a niños de seis a doce años. El vlog fue presentado por los personajes de Ninjago Jay y Nya y fue la primera vez que The Lego Group utilizó la captura de movimiento y el renderizado en tiempo real en contenidos multimedia.